# Вергун Яків Пантелеймонович
Яків Пантелеймонович Вергу́н (2 травня 1913, Саївка — 30 серпня 1985, Дніпропетровськ) — український радянський педагог, під час німецько-радянської війни — танкіст; Герой Радянського Союзу.

## Життєпис
Народився 19 квітня [2 травня] 1913 року в селі Саївці (нині Кам'янський район Дніпропетровської області, Україна) у багатодітній селянській сім'ї. Українець. 1928 року закінчив семирічну школу; 1931 року — Саксаганську середню школу; 1934 року — Дніпропетровський інститут соціального виховання.
Після здобуття педагогічної освіти працював учителем хімії та біології в школах Петриківського району Дніпропетровської області, заступником директора з навчально виховної роботи, а з 1939 року обіймав посаду директора Курилівської середньої школи Петриківського району.
У Червоній армії з 21 квітня 1940 року. Член ВКП(б) з 1940 року. Служив спочатку червоноармійцем, потім курсантом полкової школи танкової частини. З початком німецько-радянської війни вже 22 червня 1941 року на річці Прут вступив у бій з ворогом. До цього часу він був механіком-водієм танка Т-34, пізніше КВ. У 1941 році брав участь в обороні Одеси, Воронежа.
1942 року закінчив Харківське бронетанкове училище і у серпні у військовому званні лейтенанта повернувся в діючу армію, обійняв посаду заступника командира танкової роти. Згодом направлений на Сталінградський танковий завод випробувальником танків. Брав участь у Сталінградській, Курській битвах.
Відзначився у серпні 1943 року. На той час обіймав посаду заступника начальника штабу 181 танкової бригади 18 танкового корпусу 5 гвардійської танкової армії Воронезького фронту. Отримав завдання на чолі особливого загону провести розвідку в глибокому тилу ворога: скориставшись раптовістю, знищити ворожий гарнізон у смт Золочеві Харківської області та утримувати його до підходу основних сил корпусу, потім вийти в район міста Полтави, збираючи відомості про противника в цьому районі, і рухатися в західному напрямку. У ніч на 6 серпня 1943 року на чолі групи із чотирьох танків капітан Вергун увірвався в смт Золочів. Його загін знищив 170 автомашин, 16 тягачів, 8 цистерн із пальним, 3 самохідні і 2 важкі гармати, підбив 4 та захопив 2 танки, знищив близько 220 бійців противника. Під час бою проникнув у ворожий штаб та знищив гранатами генерала і 8 офіцерів. В одному з боїв, коли його танк підбили, продовжував воювати на захопленому ворожому танкові.
Надалі брав участь у розгромі Бєлгород-Харківського угрупування ворога, відвоюванні Харкова, Полтави, П'ятихаток, Кривого Рогу, Кіровограда, в ліквідації Корсунь-Шевченківського угрупування; у визволенні Бухареста, Будапешта, Відня.
1944 року закінчив Вищі академічні курси при Військовій академії бронетанкових та механізованих військ. Війну закінчив начальником розвідки 18 танкового корпусу 3-го Українського фронту. 24 червня 1945 року брав участь у Параді Перемоги. Після війни продовжував службу в Радянській армії. 1948 року вийшов у запас у військовому званні майора.
1954 року закінчив хіміко-біологічний факультет Криворізького педагогічного інституту. 1959 року був делегатом з'їзду вчителів Української РСР. У 1960—1961 роках обіймав посаду директора школи-інтернату № 4 міста Кривого Рогу. Після повернення в П'ятихатки, працював директором восьмирічної школи. Кілька років очолював П'ятихатський відділ народної освіти. Брав активну участь у громадському житті району: неодноразово обирався членом районного комітету Комуністичної партії України, депутатом районної Ради депутатів.
Останні роки життя жив у Дніпропетровську. Помер у Дніпропетровську 30 серпня 1985 року. Похований у Дніпропетровську на Сурсько-Литовському кладовищі.

## Відзнаки
Указом Президії Верховної Ради СРСР від 22 лютого 1944 року, за мужність, відвагу та героїзм, проявлені в боротьбі з німецько-фашистськими загарбниками, капітанові Якову Пантелеймоновичу Вергуну надано звання Героя Радянського Союзу із врученням ордена Леніна та медалі «Золота Зірка» (№ 3592). Також нагороджений радянськими:
- орденами: двома Червоної Зірки (17 січня 1943; 2 вересня 1943), Вітчизняної війни ІІ (21 лютого 1944) та І (21 вересня 1944) ступенів, Олександра Невського (29 травня 1945)[3], «Знак Пошани»[4];
- медалями: «За оборону Одеси» (22 грудня 1942), «За оборону Сталінграда» (22 грудня 1942), «За перемогу над Німеччиною» (9 травня 1945), «За взяття Будапешта» (9 червня 1945), «За взяття Відня» (9 червня 1945)[3].

Почесний громадянин міста П'ятихаток, селища Золочева й села Саївки. «Відмінник народної освіти УРСР» (1960-ті).

## Вшанування
У селі Улянівці Дніпровського району Дніпропетровської області на будівлі школи, у якій до війни Яків Вергун працював на посаді директора, установлено меморіальну дошку.